# Arrondissement de Zwickau
L’arrondissement de Zwickau est un arrondissement  (« Landkreis » en allemand) de Saxe  (Allemagne), dans le district de Chemnitz.
Son chef lieu est Zwickau.
Il fut créé le 1er août 2008, par la réforme des arrondissements de Saxe de 2008.

## Villes, communes & communautés d'administration
(nombre d'habitants en 2007)
| Städte 1. Crimmitschau (21 684) 2. Glauchau, (25 357) 3. Hartenstein (4 918) 4. Hohenstein-Ernstthal (16 101) 5. Kirchberg (9 184) 6. Lichtenstein/Sa. (13 226) 7. Limbach-Oberfrohna (26 254) 8. Meerane (16 752) 9. Oberlungwitz (6 627) 10. Waldenburg (4 492) 11. Werdau (23 565) 12. Wildenfels (3 936) 13. Wilkau-Haßlau (11 448) 14. Zwickau, Große Kreisstadt (95 841) | Gemeinden 1. Bernsdorf (2 505) 2. Callenberg [Sitz: Falken] (5 580) 3. Crinitzberg (2 223) 4. Dennheritz (1 451) 5. Fraureuth (5 642) 6. Gersdorf (4 387) 7. Hartmannsdorf bei Kirchberg (1 443) 8. Hirschfeld (1 256) 9. Langenbernsdorf (3 922) 10. Langenweißbach (2 821) 11. Lichtentanne (6 970) 12. Mülsen (12 460) 13. Neukirchen/Pleiße (4 322) 14. Niederfrohna (2 498) 15. Oberwiera (1 199) 16. Reinsdorf (8 430) 17. Remse (1 911) 18. Schönberg (990) 19. St. Egidien (3 552) |

Verwaltungsgemeinschaften
1. Verwaltungsgemeinschaft Crimmitschau-Dennheritz avec siège à Crimmitschau, communes membres : Crimmitschau et Dennheritz
2. Verwaltungsgemeinschaft Kirchberg avec siège à Kirchberg, communes membres : Crinitzberg, Hartmannsdorf b. Kirchberg, Hirschfeld et Kirchberg
3. Verwaltungsgemeinschaft Limbach-Oberfrohna avec les communes membres Limbach-Oberfrohna et Niederfrohna
4. Verwaltungsgemeinschaft Meerane avec les communes membres Meerane et Schönberg
5. Verwaltungsgemeinschaft Rund um den Auersberg avec les communes membres Bernsdorf, Lichtenstein (VG-Sitz) et St. Egidien
6. Verwaltungsgemeinschaft Waldenburg avec les communes membres Oberwiera, Remse et Waldenburg